# 스타킹 (텔레비전 프로그램)
《스타킹》은 SBS TV에서 방송되었던 예능 프로그램이다.

## 방송 시간
| 방송 채널 | 방송 기간                          | 방송 시간                 |
| --------- | ---------------------------------- | ------------------------- |
| SBS TV    | 2007년 1월 13일 ~ 2008년 5월 3일   | 매주 토요일 오후 5시 20분 |
| SBS TV    | 2008년 5월 10일 ~ 2009년 11월 28일 | 매주 토요일 저녁 6시 40분 |
| SBS TV    | 2009년 12월 5일 ~ 2010년 6월 26일  | 매주 토요일 저녁 6시 25분 |
| SBS TV    | 2010년 7월 3일 ~ 2010년 11월 20일  | 매주 토요일 저녁 6시 25분 |
| SBS TV    | 2010년 11월 27일 ~ 2011년 5월 21일 | 매주 토요일 저녁 6시 25분 |
| SBS TV    | 2011년 5월 28일 ~ 2013년 3월 2일   | 매주 토요일 저녁 6시 25분 |
| SBS TV    | 2013년 3월 9일 ~ 2015년 3월 7일    | 매주 토요일 저녁 6시 25분 |
| SBS TV    | 2015년 3월 14일 ~ 2015년 8월 22일  | 매주 토요일 저녁 6시 25분 |
| SBS TV    | 2015년 12월 1일 ~ 2016년 8월 9일   | 매주 화요일 밤 8시 55분   |

## 진행자
| 대수    | 진행 기간                                                           | 진행자           |
| ------- | ------------------------------------------------------------------- | ---------------- |
| 1대 4대 | 2007년 1월 13일 ~ 2011년 10월 8일 2012년 11월 10일 ~ 2015년 4월 4일 | 강호동           |
| 2대     | 2011년 10월 15일 ~ 2012년 1월 14일                                  | 붐, 이특         |
| 3대     | 2012년 1월 21일 ~ 2012년 11월 3일                                   | 붐, 이특, 박미선 |
| 5대     | 2015년 4월 11일 ~ 2016년 8월 9일                                    | 강호동, 이특     |

## 방송 역사
1차 시범
처음에는 2006년 10월 4일 추석특집 때 시범 제작 프로그램으로 한 번 방송을 한 적이 있었다. 당시에는 진기한 사연과 장기를 가진 일반인들이 출연해 상금 100만원을 걸고 다양하고 때론 엽기적인(?) 자신만의 장기를 선보여 대결을 벌이는 대한민국 사상 최초의 서바이벌 콘테스트 프로그램으로 모든 시청층이 즐길 수 있는 코믹성을 가미한 가족 오락 프로그램이라는 모토로 방송을 해왔다.
- 방송 일시 : 2006년 10월 4일 저녁 6시 40분
- MC : 강호동
- 게스트 : 윤종신, 박철, 김현철, 장영란, 김창숙, 솔비
- 시청률 : 9.9% (AGB 닐슨 미디어 리서치 * 전국), 10.8% (AGB 닐슨 미디어 리서치 * 수도권)

2차 시범
추석특집 때 시범으로 방송한 이후 가을 개편마저 모두 끝난 12월에 정규 편성을 목전에 뒀다는 의미로 2006년 12월 16일에 다시 파일럿으로 방송되었다. 그 결과, 당시 2차 시범 방송하기 전까지 같은 시간에 방영된 《실제상황 토요일》 - 〈선택남녀〉보다 압도적인 시청률을 기록하여, 《실제상황 토요일》 - 〈선택남녀〉는 결국 폐지되면서 《놀라운 대회 스타킹!》은 두 번의 시범 방송을 한 끝에 드디어 고정 편성이 확정되었다.
- 방송 일시 : 2006년 12월 16일 오후 5시 20분
- MC : 강호동
- 시청률 : 10.2% (AGB 닐슨 미디어 리서치 * 전국), 10.8% (AGB 닐슨 미디어 리서치 * 수도권)

고정편성 확정 후
그 동안 《놀라운 대회 스타!킹》이 시범제작 프로그램으로 두 번 방송 하면서 2차 시범 방송하기 전까지 같은 시간에 방송된 《실제상황 토요일》 - 〈선택남녀〉보다 높은 시청률을 보인데다가 편성팀 등으로부터 고정편성에 대한 긍정적인 반응을 이끌어내면서, 마침내 2007년 1월 13일부터 고정편성이 확정되어 지금도 꾸준히 방송을 하고 있다. 더욱이 진행을 맡은 강호동 경우는 2006년 10월에 종영한 《실제상황 토요일》 - 〈리얼로망스 연애편지〉 이후로 3개월 만에 《스타!킹》이 같은 시간에 방영되면서 MC로 돌아왔다.
- 현재 강호동을 비롯한 연예인 심사위원과 매주 바뀌는 90인의 놀람판정단의 결정으로 매주 최고의 주인공이 가려진다. 3연승이 최고 연승으로 500만 원의 상금을 받게 되며, 1승은 200만 원이고 2승은 300만 원이다.[3] 2008년 5월에 개편을 맞이하면서 《스타!킹》은 고정편성 확정 이후 처음으로 시간대를 이동하게 되었다. 지금은 우승으로 돈을 주지 않고 장기자랑만 보여주고 있다.
- 2013년 8월 31일부터 '키워주세요'라는 코너로 연승제가 부활되었으며, 우승자에게는 금메달이 상으로 수여되었다.

기타
- 2011년 9월 9일에는 MC 강호동이 세금 과소 납부 의혹으로 인해 하차하게 되자 후임 MC로 붐과 이특 2인 MC 체제로 스타!킹을 진행하다가 2012년 1월부터 MC 박미선이 투입되어 3인 MC 체제로 진행하게 되었다.
- 2012년 11월에 박미선과 이특[4]이 가을개편으로 하차하고 11월 10일부터 다시 강호동이 진행을 맡게 되었다. 일반인이 장기자랑을 보여주는 형식은 변함이 없지만 서바이벌이나 토너먼트 형식을 편성해서 시청자들의 흥미를 더하고 있다.

## 연도별 시청률
아래의 파란색 숫자는 '최저 시청률'이고, 빨간색 숫자는 '최고 시청률'입니다. 시청률 조사회사와 지역별로 시청률에 차이가 있을 수 있습니다.

### 2007년 시청률
| 회차 | 방송 일자        | 전국 시청률(증감치) |
| ---- | ---------------- | ------------------- |
| 1    | 2007년 1월 13일  | 9.7%(-0.9)          |
| 2    | 2007년 1월 20일  | 10.1%(+0.4)         |
| 3    | 2007년 1월 27일  | 10.4%(+0.3)         |
| 4    | 2007년 2월 3일   | 10.6%(+0.2)         |
| 5    | 2007년 2월 10일  | 9.4%(-1.2)          |
| 6    | 2007년 2월 17일  | 10.5%(+1.1)         |
| 7    | 2007년 2월 24일  | 8.4%(-2.1)          |
| 8    | 2007년 3월 3일   | 8.6%(+0.2)          |
| 9    | 2007년 3월 10일  | 11.6%(+3.0)         |
| 10   | 2007년 3월 17일  | 9.0%(-2.6)          |
| 11   | 2007년 3월 24일  | 9.9%(+0.9)          |
| 12   | 2007년 3월 31일  | 11.1%(+1.2)         |
| 13   | 2007년 4월 14일  | 8.5%(-2.6)          |
| 14   | 2007년 4월 21일  | 9.0%(+0.5)          |
| 15   | 2007년 4월 28일  | 10.7%(+1.7)         |
| 16   | 2007년 5월 5일   | 7.9%(-2.8)          |
| 17   | 2007년 5월 12일  | 12.7%(+4.8)         |
| 18   | 2007년 5월 19일  | 12.1%(-0.6)         |
| 19   | 2007년 5월 26일  | 10.0%(-2.1)         |
| 20   | 2007년 6월 2일   | 7.8%(-2.2)          |
| 21   | 2007년 6월 9일   | 9.5%(+1.7)          |
| 22   | 2007년 6월 16일  | 9.7%(+0.2)          |
| 23   | 2007년 6월 23일  | 8.5%(-1.2)          |
| 24   | 2007년 6월 30일  | 8.2%(-0.3)          |
| 25   | 2007년 7월 7일   | 11.0%(+2.8)         |
| 26   | 2007년 7월 14일  | 8.1%(-2.9)          |
| 27   | 2007년 7월 21일  | 9.4%(+1.3)          |
| 28   | 2007년 7월 28일  | 10.0%(+0.6)         |
| 29   | 2007년 8월 4일   | 9.3%(-0.7)          |
| 30   | 2007년 8월 11일  | 9.4%(+0.1)          |
| 31   | 2007년 8월 25일  | 8.7%(-0.7)          |
| 32   | 2007년 9월 1일   | 9.7%(+1.0)          |
| 33   | 2007년 9월 8일   | 10.7%(+1.0)         |
| 34   | 2007년 9월 15일  | 9.8%(-0.9)          |
| 35   | 2007년 9월 22일  | 9.0%(-0.8)          |
| 36   | 2007년 9월 29일  | 9.0%(0)             |
| 37   | 2007년 10월 6일  | 9.9%(+0.9)          |
| 38   | 2007년 10월 13일 | 11.4%(+0.5)         |
| 39   | 2007년 10월 20일 | 11.0%(-0.4)         |
| 40   | 2007년 11월 3일  | 10.7%(-0.3)         |
| 41   | 2007년 11월 10일 | 10.5%(-0.2)         |
| 42   | 2007년 11월 17일 | 12.2%(+1.7)         |
| 43   | 2007년 11월 24일 | 10.2%(-1.0)         |
| 44   | 2007년 12월 1일  | 8.4%(-1.8)          |
| 45   | 2007년 12월 8일  | 11.5%(+3.1)         |
| 46   | 2007년 12월 15일 | 12.0%(+0.5)         |
| 47   | 2007년 12월 22일 | 12.2%(+0.2)         |
| 48   | 2007년 12월 29일 | 15.1%(+2.9)         |

| 회차 | 방송 일자        | 전국 시청률(증감치) |
| ---- | ---------------- | ------------------- |
| 1    | 2007년 1월 13일  | 9.9%(-0.3)          |
| 2    | 2007년 1월 20일  | 10.9%(+1.0)         |
| 3    | 2007년 1월 27일  | 9.7%(-1.2)          |
| 4    | 2007년 2월 3일   | 9.4%(-0.3)          |
| 5    | 2007년 2월 10일  | 9.1%(-0.3)          |
| 6    | 2007년 2월 17일  | 9.8%(+0.7)          |
| 7    | 2007년 2월 24일  | 8.0%(-1.8)          |
| 8    | 2007년 3월 3일   | 8.3%(+0.3)          |
| 9    | 2007년 3월 10일  | 8.8%(+0.5)          |
| 10   | 2007년 3월 17일  | 8.7%(-0.1)          |
| 11   | 2007년 3월 24일  | 10.6%(+1.9)         |
| 12   | 2007년 3월 31일  | 10.5%(-0.1)         |
| 13   | 2007년 4월 14일  | 7.8%(-2.7)          |
| 14   | 2007년 4월 21일  | 9.1%(+1.3)          |
| 15   | 2007년 4월 28일  | 8.9%(-0.2)          |
| 16   | 2007년 5월 5일   | 8.0%(-0.9)          |
| 17   | 2007년 5월 12일  | 11.3%(+3.3)         |
| 18   | 2007년 5월 19일  | 9.4%(-1.9)          |
| 19   | 2007년 5월 26일  | 8.5%(-0.9)          |
| 20   | 2007년 6월 2일   | 8.2%(-0.3)          |
| 21   | 2007년 6월 9일   | 9.0%(+0.8)          |
| 22   | 2007년 6월 16일  | 8.0%(-1.0)          |
| 23   | 2007년 6월 23일  | 9.0%(+1.0)          |
| 24   | 2007년 6월 30일  | 8.6%(-0.4)          |
| 25   | 2007년 7월 7일   | 9.0%(+0.4)          |
| 26   | 2007년 7월 14일  | 8.3%(-0.7)          |
| 27   | 2007년 7월 21일  | 10.1%(+1.8)         |
| 28   | 2007년 7월 28일  | 8.6%(-1.5)          |
| 29   | 2007년 8월 4일   | 9.1%(+0.5)          |
| 30   | 2007년 8월 11일  | 9.0%(-0.1)          |
| 31   | 2007년 8월 25일  | 8.1%(-0.9)          |
| 32   | 2007년 9월 1일   | 9.8%(+1.8)          |
| 33   | 2007년 9월 8일   | 9.6%(-0.2)          |
| 34   | 2007년 9월 15일  | 9.1%(-0.5)          |
| 35   | 2007년 9월 22일  | 9.1%(0)             |
| 36   | 2007년 9월 29일  | 8.6%(-0.5)          |
| 37   | 2007년 10월 6일  | 8.9%(+0.3)          |
| 38   | 2007년 10월 13일 | 10.4%(+1.5)         |
| 39   | 2007년 10월 20일 | 11.9%(+1.5)         |
| 40   | 2007년 11월 3일  | 9.6%(-2.3)          |
| 41   | 2007년 11월 10일 | 9.9%(+0.3)          |
| 42   | 2007년 11월 17일 | 12.4%(+2.5)         |
| 43   | 2007년 11월 24일 | 9.7%(-2.7)          |
| 44   | 2007년 12월 1일  | 9.4%(-0.3)          |
| 45   | 2007년 12월 8일  | 10.5%(+1.1)         |
| 46   | 2007년 12월 15일 | 12.3%(+1.8)         |
| 47   | 2007년 12월 22일 | 11.9%(-0.4)         |
| 48   | 2007년 12월 29일 | 15.1%(+3.2)         |

- TNmS와 AGB닐슨 미디어 리서치에서 공개한 표를 바탕으로 작성한 시청률이다. 빨간색 글씨는 최고 시청률, 파란색 글씨는 최저 시청률을 나타낸다.

### 2008년 시청률
| 회차 | 방송 일자        | 전국 시청률(증감치) |
| ---- | ---------------- | ------------------- |
| 49   | 2008년 1월 5일   | 11.1%(-4.0)         |
| 50   | 2008년 1월 12일  | 12.4%(+1.3)         |
| 51   | 2008년 1월 19일  | 10.2%(-2.2)         |
| 52   | 2008년 1월 26일  | 10.7%(+0.5)         |
| 53   | 2008년 2월 2일   | 11.4%(+0.7)         |
| 54   | 2008년 2월 9일   | 12.6%(+1.2)         |
| 55   | 2008년 2월 16일  | 12.0%(-0.6)         |
| 56   | 2008년 2월 23일  | 12.9%(+0.9)         |
| 57   | 2008년 3월 1일   | 8.9%(-4.0)          |
| 58   | 2008년 3월 8일   | 10.1%(+1.1)         |
| 59   | 2008년 3월 15일  | 8.5%(-1.6)          |
| 60   | 2008년 3월 22일  | 9.7%(+1.2)          |
| 61   | 2008년 3월 29일  | 8.7%(-1.0)          |
| 62   | 2008년 4월 5일   | 9.1%(+0.4)          |
| 63   | 2008년 4월 12일  | 8.4%(-0.7)          |
| 64   | 2008년 4월 26일  | 9.8%(+1.4)          |
| 65   | 2008년 5월 3일   | 9.5%(-0.3)          |
| 66   | 2008년 5월 10일  | 6.3%(-3.2)          |
| 67   | 2008년 5월 17일  | 7.9%(+1.6)          |
| 68   | 2008년 5월 24일  | 8.4%(+0.5)          |
| 69   | 2008년 5월 31일  | 7.9%(-0.5)          |
| 70   | 2008년 6월 7일   | 7.9%(0)             |
| 71   | 2098년 6월 14일  | 8.2%(+0.3)          |
| 72   | 2008년 6월 21일  | 9.1%(+0.9)          |
| 73   | 2008년 6월 28일  | 11.9%(+2.8)         |
| 74   | 2008년 7월 5일   | 10.7%(-1.2)         |
| 75   | 2008년 7월 12일  | 11.8%(+1.1)         |
| 76   | 2008년 7월 19일  | 10.4%(-1.4)         |
| 77   | 2008년 7월 26일  | 9.8%(-0.6)          |
| 78   | 2008년 8월 2일   | 11.5%(+1.7)         |
| 79   | 2008년 8월 9일   | 12.7%(+1.2)         |
| 80   | 2008년 8월 16일  | 13.8%(+1.1)         |
| 81   | 2008년 8월 30일  | 11.4%(-2.4)         |
| 82   | 2008년 9월 6일   | 11.7%(+0.3)         |
| 83   | 2008년 9월 20일  | 10.3%(-1.4)         |
| 84   | 2008년 9월 27일  | 11.9%(+1.6)         |
| 85   | 2008년 10월 4일  | 12.4%(+0.5)         |
| 86   | 2008년 10월 11일 | 16.4%(+4.0)         |
| 87   | 2008년 10월 18일 | 11.8%(-4.6)         |
| 88   | 2008년 10월 25일 | 9.2%(-2.6)          |
| 89   | 2008년 11월 1일  | 10.6%(+1.4)         |
| 90   | 2008년 11월 8일  | 7.5%(-3.1)          |
| 91   | 2008년 11월 15일 | 11.3%(+3.8)         |
| 92   | 2008년 11월 22일 | 10.9%(-0.4)         |
| 93   | 2008년 11월 29일 | 11.8%(+0.9)         |
| 94   | 2008년 12월 6일  | 13.2%(+1.4)         |
| 95   | 2008년 12월 13일 | 11.4%(-1.8)         |
| 96   | 2008년 12월 20일 | 13.8%(+2.4)         |
| 97   | 2008년 12월 27일 | 14.5%(+0.7)         |

| 회차 | 방송 일자        | 전국 시청률(증감치) |
| ---- | ---------------- | ------------------- |
| 49   | 2008년 1월 5일   | 10.8%(-4.3)         |
| 50   | 2008년 1월 12일  | 12.3%(+1.5)         |
| 51   | 2008년 1월 19일  | 11.2%(-1.1)         |
| 52   | 2008년 1월 26일  | 11.3%(+0.1)         |
| 53   | 2008년 2월 2일   | 10.3%(-1.0)         |
| 54   | 2008년 2월 9일   | 10.9%(+0.6)         |
| 55   | 2008년 2월 16일  | 10.6%(-0.3)         |
| 56   | 2008년 2월 23일  | 12.8%(+1.8)         |
| 57   | 2008년 3월 1일   | 9.0%(-3.8)          |
| 58   | 2008년 3월 8일   | 9.3%(+0.3)          |
| 59   | 2008년 3월 15일  | 8.1%(-1.2)          |
| 60   | 2008년 3월 22일  | 10.4%(+2.3)         |
| 61   | 2008년 3월 29일  | 9.1%(-1.3)          |
| 62   | 2008년 4월 5일   | 7.6%(-1.5)          |
| 63   | 2008년 4월 12일  | 8.9%(+1.3)          |
| 64   | 2008년 4월 26일  | 9.1%(+0.2)          |
| 65   | 2008년 5월 3일   | 9.5%(+0.4)          |
| 66   | 2008년 5월 10일  | 6.8%(-2.7)          |
| 67   | 2008년 5월 17일  | 8.0%(+1.2)          |
| 68   | 2008년 5월 24일  | 8.0%(0)             |
| 69   | 2008년 5월 31일  | 7.9%(-0.1)          |
| 70   | 2008년 6월 7일   | 8.5%(+0.6)          |
| 71   | 2008년 6월 14일  | 8.2%(-0.3)          |
| 72   | 2008년 6월 21일  | 8.2%(0)             |
| 73   | 2008년 6월 28일  | 11.5%(+3.3)         |
| 74   | 2008년 7월 5일   | 11.4%(-0.1)         |
| 75   | 2008년 7월 12일  | 11.3%(-0.1)         |
| 76   | 2008년 7월 19일  | 10.2%(-1.1)         |
| 77   | 2008년 7월 26일  | 9.5%(-0.7)          |
| 78   | 2008년 8월 2일   | 12.2%(+2.7)         |
| 79   | 2008년 8월 9일   | 13.9%(+1.7)         |
| 80   | 2008년 8월 16일  | 13.8%(-0.1)         |
| 81   | 2008년 8월 30일  | 12.5%(-1.3)         |
| 82   | 2008년 9월 6일   | 12.4%(-0.1)         |
| 83   | 2008년 9월 20일  | 10.1%(-2.3)         |
| 84   | 2008년 9월 27일  | 13.1%(+3.0)         |
| 85   | 2008년 10월 4일  | 12.2%(-0.9)         |
| 86   | 2008년 10월 11일 | 16.8%(+4.6)         |
| 87   | 2008년 10월 18일 | 13.2%(-3.6)         |
| 88   | 2008년 10월 25일 | 9.9%(-3.3)          |
| 89   | 2008년 11월 1일  | 11.2%(+1.3)         |
| 90   | 2008년 11월 8일  | 9.5%(-1.7)          |
| 91   | 2008년 11월 15일 | 12.6%(+3.1)         |
| 92   | 2008년 11월 22일 | 13.7%(+1.1)         |
| 93   | 2008년 11월 29일 | 11.5%(-2.2)         |
| 94   | 2008년 12월 6일  | 13.6%(+2.1)         |
| 95   | 2008년 12월 13일 | 14.6%(+1.0)         |
| 96   | 2008년 12월 20일 | 14.4%(-0.2)         |
| 97   | 2008년 12월 27일 | 17.5%(+3.1)         |

- TNmS와 AGB닐슨 미디어 리서치에서 공개한 표를 바탕으로 작성한 시청률이다. 빨간색 글씨는 최고 시청률, 파란색 글씨는 최저 시청률을 나타낸다.

### 2009년 시청률
| 회차 | 방송 일자        | 전국 시청률(증감치) |
| ---- | ---------------- | ------------------- |
| 98   | 2009년 1월 3일   | 15.8%(+1.3)         |
| 99   | 2009년 1월 10일  | 16.2%(+0.4)         |
| 100  | 2009년 1월 17일  | 18.2%(+2.0)         |
| 101  | 2009년 1월 24일  | 15.2%(-3.0)         |
| 102  | 2009년 1월 31일  | 18.8%(+3.6)         |
| 103  | 2009년 2월 7일   | 15.0%(-3.8)         |
| 104  | 2009년 2월 14일  | 16.1%(+1.1)         |
| 105  | 2009년 2월 21일  | 13.6%(-2.5)         |
| 106  | 2009년 2월 28일  | 12.4%(-1.2)         |
| 107  | 2009년 3월 14일  | 14.8%(+2.4)         |
| 108  | 2009년 3월 21일  | 13.5%(-1.3)         |
| 109  | 2009년 3월 28일  | 13.8%(+0.3)         |
| 110  | 2009년 4월 4일   | 13.7%(-0.1)         |
| 111  | 2009년 4월 11일  | 12.0%(-1.7)         |
| 112  | 2009년 4월 18일  | 10.6%(-1.4)         |
| 113  | 2009년 4월 25일  | 13.5%(+2.9)         |
| 114  | 2009년 5월 2일   | 13.9%(+0.4)         |
| 115  | 2009년 5월 9일   | 12.8%(-1.1)         |
| 116  | 2009년 5월 16일  | 15.3%(+2.5)         |
| 117  | 2009년 5월 30일  | 10.5%(-4.8)         |
| 118  | 2009년 6월 6일   | 10.6%(+0.1)         |
| 119  | 2009년 6월 13일  | 12.2%(+1.6)         |
| 120  | 2009년 6월 20일  | 14.8%(+2.6)         |
| 121  | 2009년 6월 27일  | 13.8%(-1.0)         |
| 122  | 2009년 7월 4일   | 11.7%(-2.1)         |
| 123  | 2009년 7월 11일  | 13.3%(+1.6)         |
| 124  | 2009년 7월 18일  | 15.5%(+2.2)         |
| 125  | 2009년 7월 25일  | 12.7%(-2.8)         |
| 126  | 2009년 8월 1일   | 10.2%(-2.5)         |
| 127  | 2009년 8월 15일  | 10.1%(-0.1)         |
| 128  | 2009년 8월 22일  | 10.9%(+0.8)         |
| 129  | 2009년 8월 29일  | 11.9%(+1.0)         |
| 130  | 2009년 9월 5일   | 11.5%(-0.4)         |
| 131  | 2009년 9월 12일  | 12.1%(+0.6)         |
| 132  | 2009년 9월 19일  | 11.4%(-0.7)         |
| 133  | 2009년 9월 26일  | 12.2%(+0.8)         |
| 134  | 2009년 10월 3일  | 12.1%(-0.1)         |
| 135  | 2009년 10월 10일 | 14.3%(+2.2)         |
| 136  | 2009년 10월 17일 | 13.2%(-1.1)         |
| 137  | 2009년 10월 24일 | 15.7%(+2.5)         |
| 138  | 2009년 10월 31일 | 13.7%(-2.0)         |
| 139  | 2009년 11월 7일  | 12.6%(-1.1)         |
| 140  | 2009년 11월 14일 | 12.0%(-0.6)         |
| 141  | 2009년 11월 21일 | 12.6%(+0.6)         |
| 142  | 2009년 11월 28일 | 13.4%(+0.8)         |
| 143  | 2009년 12월 5일  | 14.5%(+1.1)         |
| 144  | 2009년 12월 12일 | 14.1%(-0.4)         |
| 145  | 2009년 12월 19일 | 15.0%(+0.9)         |
| 146  | 2009년 12월 26일 | 15.8%(+0.8)         |

| 회차 | 방송 일자        | 전국 시청률(증감치) |
| ---- | ---------------- | ------------------- |
| 98   | 2009년 1월 3일   | 16.5%(-1.0)         |
| 99   | 2009년 1월 10일  | 16.7%(+0.2)         |
| 100  | 2009년 1월 17일  | 18.0%(+1.3)         |
| 101  | 2009년 1월 24일  | 17.4%(-0.6)         |
| 102  | 2009년 1월 31일  | 17.8%(+0.4)         |
| 103  | 2009년 2월 7일   | 18.0%(+0.2)         |
| 104  | 2009년 2월 14일  | 16.5%(-1.5)         |
| 105  | 2009년 2월 21일  | 13.2%(-3.3)         |
| 106  | 2009년 2월 28일  | 14.5%(+1.3)         |
| 107  | 2009년 3월 14일  | 14.4%(-0.1)         |
| 108  | 2009년 3월 21일  | 13.2%(-1.2)         |
| 109  | 2009년 3월 28일  | 14.5%(+1.3)         |
| 110  | 2009년 4월 4일   | 13.4%(-1.1)         |
| 111  | 2009년 4월 11일  | 11.7%(-1.7)         |
| 112  | 2009년 4월 18일  | 10.5%(-1.2)         |
| 113  | 2009년 4월 25일  | 13.7%(+3.2)         |
| 114  | 2009년 5월 2일   | 13.8%(+0.1)         |
| 115  | 2009년 5월 9일   | 11.9%(-1.9)         |
| 116  | 2009년 5월 16일  | 15.6%(+3.7)         |
| 117  | 2009년 5월 30일  | 11.2%(-4.4)         |
| 118  | 2009년 6월 6일   | 11.3%(+0.1)         |
| 119  | 2009년 6월 13일  | 12.0%(+0.7)         |
| 120  | 2009년 6월 20일  | 13.3%(+1.3)         |
| 121  | 2009년 6월 27일  | 10.8%(-2.5)         |
| 122  | 2009년 7월 4일   | 11.4%(+0.6)         |
| 123  | 2009년 7월 11일  | 12.4%(+1.0)         |
| 124  | 2009년 7월 18일  | 14.1%(+1.7)         |
| 125  | 2009년 7월 25일  | 11.0%(-3.1)         |
| 126  | 2009년 8월 1일   | 10.8%(-0.3)         |
| 127  | 2009년 8월 15일  | 10.2%(-0.6)         |
| 128  | 2009년 8월 22일  | 10.7%(+0.5)         |
| 129  | 2009년 8월 29일  | 11.8%(+1.1)         |
| 130  | 2009년 9월 5일   | 11.6%(-0.2)         |
| 131  | 2009년 9월 12일  | 12.3%(+0.7)         |
| 132  | 2009년 9월 19일  | 12.1%(-0.2)         |
| 133  | 2009년 9월 26일  | 10.9%(-1.2)         |
| 134  | 2009년 10월 3일  | 12.2%(+1.3)         |
| 135  | 2009년 10월 10일 | 13.1%(+0.9)         |
| 136  | 2009년 10월 17일 | 13.0%(-0.1)         |
| 137  | 2009년 10월 24일 | 15.3%(+2.3)         |
| 138  | 2009년 10월 31일 | 12.3%(-3.0)         |
| 139  | 2009년 11월 7일  | 12.1%(-0.2)         |
| 140  | 2009년 11월 14일 | 12.9%(+0.8)         |
| 141  | 2009년 11월 21일 | 12.1%(-0.8)         |
| 142  | 2009년 11월 28일 | 12.2%(+0.1)         |
| 143  | 2009년 12월 5일  | 14.0%(+1.8)         |
| 144  | 2009년 12월 12일 | 12.8%(-1.2)         |
| 145  | 2009년 12월 19일 | 13.4%(+0.6)         |
| 146  | 2009년 12월 26일 | 15.9%(+2.5)         |

- TNmS와 AGB닐슨 미디어 리서치에서 공개한 표를 바탕으로 작성한 시청률이다. 빨간색 글씨는 최고 시청률, 파란색 글씨는 최저 시청률을 나타낸다.

### 2010년 시청률
| 회차 | 방송 일자        | 전국 시청률(증감치) |
| ---- | ---------------- | ------------------- |
| 147  | 2010년 1월 2일   | 17.6%(+1.8)         |
| 148  | 2010년 1월 9일   | 15.5%(-2.1)         |
| 149  | 2010년 1월 16일  | 13.6%(-1.9)         |
| 150  | 2010년 1월 23일  | 14.8%(+1.2)         |
| 151  | 2010년 1월 30일  | 15.7%(+0.9)         |
| 152  | 2010년 2월 6일   | 16.2%(+0.5)         |
| 153  | 2010년 2월 13일  | 12.1%(-4.1)         |
| 154  | 2010년 2월 20일  | 13.7%(+1.6)         |
| 155  | 2010년 2월 27일  | 15.5%(+1.8)         |
| 156  | 2010년 3월 6일   | 15.1%(-0.4)         |
| 157  | 2010년 3월 13일  | 13.5%(-1.6)         |
| 158  | 2010년 3월 20일  | 13.9%(+0.4)         |
| 159  | 2010년 3월 27일  | 11.8%(-2.1)         |
| 160  | 2010년 4월 3일   | 15.3%(+3.5)         |
| 161  | 2010년 4월 10일  | 14.4%(-0.9)         |
| 162  | 2010년 5월 1일   | 12.9%(-1.5)         |
| 163  | 2010년 5월 8일   | 10.4%(-2.5)         |
| 164  | 2010년 5월 15일  | 12.1%(+1.7)         |
| 165  | 2010년 5월 22일  | 11.6%(-0.5)         |
| 166  | 2010년 5월 29일  | 9.2%(-2.4)          |
| 167  | 2010년 6월 5일   | 11.3%(+2.1)         |
| 168  | 2010년 6월 19일  | 10.1%(-1.2)         |
| 169  | 2010년 6월 26일  | 12.2%(+2.1)         |
| 170  | 2010년 7월 3일   | 11.4%(-0.8)         |
| 171  | 2010년 7월 10일  | 12.4%(+1.0)         |
| 172  | 2010년 7월 17일  | 13.9%(+1.5)         |
| 173  | 2010년 7월 24일  | 10.9%(-3.0)         |
| 174  | 2010년 7월 31일  | 10.1%(-0.8)         |
| 175  | 2010년 8월 7일   | 13.2%(+3.1)         |
| 176  | 2010년 8월 14일  | 11.6%(-1.6)         |
| 177  | 2010년 8월 21일  | 11.2%(-0.4)         |
| 178  | 2010년 8월 28일  | 13.9%(+2.7)         |
| 179  | 2010년 9월 4일   | 12.0%(-1.9)         |
| 180  | 2010년 9월 11일  | 13.5%(+1.5)         |
| 181  | 2010년 9월 18일  | 13.0%(-0.5)         |
| 182  | 2010년 9월 25일  | 13.4%(+0.4)         |
| 183  | 2010년 10월 2일  | 12.5%(-0.9)         |
| 184  | 2010년 10월 9일  | 10.7%(-1.8)         |
| 185  | 2010년 10월 16일 | 11.9%(+1.2)         |
| 186  | 2010년 10월 23일 | 12.3%(+0.4)         |
| 187  | 2010년 10월 30일 | 13.7%(+1.4)         |
| 188  | 2010년 11월 6일  | 11.1%(-2.6)         |
| 189  | 2010년 11월 13일 | 13.9%(+2.8)         |
| 190  | 2010년 11월 20일 | 10.7%(-3.2)         |
| 191  | 2010년 11월 27일 | 14.1%(+3.4)         |
| 192  | 2010년 12월 4일  | 13.3%(-0.8)         |
| 193  | 2010년 12월 11일 | 13.4%(+0.1)         |
| 194  | 2010년 12월 18일 | 14.5%(+1.1)         |
| 195  | 2010년 12월 25일 | 12.8%(-1.7)         |

| 회차 | 방송 일자        | 전국 시청률(증감치) |
| ---- | ---------------- | ------------------- |
| 147  | 2010년 1월 2일   | 17.6%(+1.7)         |
| 148  | 2010년 1월 9일   | 15.3%(-2.3)         |
| 149  | 2010년 1월 16일  | 13.9%(-1.4)         |
| 150  | 2010년 1월 23일  | 15.1%(+1.2)         |
| 151  | 2010년 1월 30일  | 15.3%(+0.2)         |
| 152  | 2010년 2월 6일   | 16.6%(+1.3)         |
| 153  | 2010년 2월 13일  | 12.1%(-4.5)         |
| 154  | 2010년 2월 20일  | 14.1%(+2.0)         |
| 155  | 2010년 2월 27일  | 15.8%(+1.7)         |
| 156  | 2010년 3월 6일   | 15.1%(-0.7)         |
| 157  | 2010년 3월 13일  | 14.6%(-0.5)         |
| 158  | 2010년 3월 20일  | 13.9%(-0.7)         |
| 159  | 2010년 3월 27일  | 12.9%(-1.0)         |
| 160  | 2010년 4월 3일   | 14.4%(+1.5)         |
| 161  | 2010년 4월 10일  | 15.9%(+1.5)         |
| 162  | 2010년 5월 1일   | 12.7%(-3.2)         |
| 163  | 2010년 5월 8일   | 10.6%(-2.1)         |
| 164  | 2010년 5월 15일  | 13.3%(+2.7)         |
| 165  | 2010년 5월 22일  | 12.3%(-1.0)         |
| 166  | 2010년 5월 29일  | 10.0%(-2.3)         |
| 167  | 2010년 6월 5일   | 10.1%(+0.1)         |
| 168  | 2010년 6월 19일  | 9.7%(-0.4)          |
| 169  | 2010년 6월 26일  | 11.0%(+1.3)         |
| 170  | 2010년 7월 3일   | 11.8%(+0.8)         |
| 171  | 2010년 7월 10일  | 11.0%(-0.8)         |
| 172  | 2010년 7월 17일  | 12.7%(+1.7)         |
| 173  | 2010년 7월 24일  | 10.5%(-2.2)         |
| 174  | 2010년 7월 31일  | 9.3%(-1.2)          |
| 175  | 2010년 8월 7일   | 12.2%(+2.9)         |
| 176  | 2010년 8월 14일  | 12.1%(-0.1)         |
| 177  | 2010년 8월 21일  | 10.9%(-1.2)         |
| 178  | 2010년 8월 28일  | 15.4%(+4.5)         |
| 179  | 2010년 9월 4일   | 11.4%(-4.0)         |
| 180  | 2010년 9월 11일  | 12.7%(+1.3)         |
| 181  | 2010년 9월 18일  | 12.8%(+0.1)         |
| 182  | 2010년 9월 25일  | 13.3%(+0.5)         |
| 183  | 2010년 10월 2일  | 13.6%(+0.3)         |
| 184  | 2010년 10월 9일  | 13.6%(0)            |
| 185  | 2010년 10월 16일 | 14.4%(+0.8)         |
| 186  | 2010년 10월 23일 | 13.8%(-0.6)         |
| 187  | 2010년 10월 30일 | 12.5%(-1.3)         |
| 188  | 2010년 11월 6일  | 13.8%(+1.3)         |
| 189  | 2010년 11월 13일 | 13.3%(-0.5)         |
| 190  | 2010년 11월 20일 | 11.9%(-1.4)         |
| 191  | 2010년 11월 27일 | 15.6%(+3.7)         |
| 192  | 2010년 12월 4일  | 15.1%(-0.5)         |
| 193  | 2010년 12월 11일 | 17.4%(+2.3)         |
| 194  | 2010년 12월 18일 | 16.8%(-0.6)         |
| 195  | 2010년 12월 25일 | 16.7%(-0.1)         |

- TNmS와 AGB닐슨 미디어 리서치에서 공개한 표를 바탕으로 작성한 시청률이다. 빨간색 글씨는 최고 시청률, 파란색 글씨는 최저 시청률을 나타낸다.

### 2011년 시청률
| 회차 | 방송 일자        | 전국 시청률(증감치) |
| ---- | ---------------- | ------------------- |
| 196  | 2011년 1월 1일   | 16.2%(+3.4)         |
| 197  | 2011년 1월 8일   | 14.6%(-1.6)         |
| 198  | 2011년 1월 15일  | 15.4%(+0.8)         |
| 199  | 2011년 1월 22일  | 12.4%(-3.0)         |
| 200  | 2011년 1월 29일  | 16.2%(+3.8)         |
| 201  | 2011년 2월 5일   | 13.2%(-3.0)         |
| 202  | 2011년 2월 12일  | 13.6%(+0.4)         |
| 203  | 2011년 2월 19일  | 13.1%(-0.5)         |
| 204  | 2011년 2월 26일  | 12.4%(-0.7)         |
| 205  | 2011년 3월 5일   | 12.9%(+0.5)         |
| 206  | 2011년 3월 12일  | 9.9%(-3.0)          |
| 207  | 2011년 3월 19일  | 12.3%(+2.4)         |
| 208  | 2011년 3월 26일  | 12.6%(+0.3)         |
| 209  | 2011년 4월 2일   | 12.4%(-0.2)         |
| 210  | 2011년 4월 9일   | 10.6%(-1.8)         |
| 211  | 2011년 4월 16일  | 10.0%(-0.6)         |
| 212  | 2011년 4월 23일  | 12.0%(+2.0)         |
| 213  | 2011년 4월 30일  | 12.8%(+0.8)         |
| 214  | 2011년 5월 7일   | 8.7%(-4.1)          |
| 215  | 2011년 5월 14일  | 9.7%(+1.0)          |
| 216  | 2011년 5월 21일  | 11.1%(+1.4)         |
| 217  | 2011년 5월 28일  | 10.3%(-0.8)         |
| 218  | 2011년 6월 4일   | 8.6%(-1.7)          |
| 219  | 2011년 6월 11일  | 9.5%(+0.9)          |
| 220  | 2011년 6월 18일  | 8.9%(-0.6)          |
| 221  | 2011년 6월 25일  | 12.9%(+4.0)         |
| 222  | 2011년 7월 2일   | 9.0%(-3.9)          |
| 223  | 2011년 7월 9일   | 9.5%(+0.5)          |
| 224  | 2011년 7월 16일  | 10.6%(+1.1)         |
| 225  | 2011년 7월 23일  | 10.1%(-0.5)         |
| 226  | 2011년 7월 30일  | 9.0%(-1.1)          |
| 227  | 2011년 8월 6일   | 9.9%(+0.9)          |
| 228  | 2011년 8월 13일  | 9.7%(-0.2)          |
| 229  | 2011년 8월 20일  | 11.1%(+1.4)         |
| 230  | 2011년 8월 27일  | 7.9%(-3.2)          |
| 231  | 2011년 9월 3일   | 8.7%(+0.8)          |
| 232  | 2011년 9월 10일  | 10.8%(+2.1)         |
| 233  | 2011년 9월 17일  | 9.0%(-1.8)          |
| 234  | 2011년 9월 24일  | 9.9%(+0.9)          |
| 235  | 2011년 10월 1일  | 10.0%(+0.1)         |
| 236  | 2011년 10월 8일  | 10.1%(+0.1)         |
| 237  | 2011년 10월 15일 | 11.1%(+1.0)         |
| 238  | 2011년 10월 22일 | 9.7%(-1.4)          |
| 239  | 2011년 10월 29일 | 10.2%(+0.5)         |
| 240  | 2011년 11월 5일  | 10.1%(-0.1)         |
| 241  | 2011년 11월 12일 | 9.1%(-1.0)          |
| 242  | 2011년 11월 19일 | 11.4%(+2.3)         |
| 243  | 2011년 11월 26일 | 12.5%(+1.1)         |
| 244  | 2011년 12월 3일  | 9.9%(-2.6)          |
| 245  | 2011년 12월 10일 | 10.6%(+0.7)         |
| 246  | 2011년 12월 17일 | 10.8%(+0.2)         |
| 247  | 2011년 12월 24일 | 10.3%(-0.5)         |
| 248  | 2011년 12월 31일 | 11.5%(+1.2)         |

| 회차 | 방송 일자        | 전국 시청률(증감치) |
| ---- | ---------------- | ------------------- |
| 196  | 2011년 1월 1일   | 19.4%(+2.7)         |
| 197  | 2011년 1월 8일   | 16.3%(-3.1)         |
| 198  | 2011년 1월 15일  | 16.2%(-0.1)         |
| 199  | 2011년 1월 22일  | 15.7%(-0.5)         |
| 200  | 2011년 1월 29일  | 20.0%(+4.3)         |
| 201  | 2011년 2월 5일   | 16.0%(-4.0)         |
| 202  | 2011년 2월 12일  | 15.4%(-0.6)         |
| 203  | 2011년 2월 19일  | 14.9%(-0.5)         |
| 204  | 2011년 2월 26일  | 14.3%(-0.6)         |
| 205  | 2011년 3월 5일   | 13.5%(-0.8)         |
| 206  | 2011년 3월 12일  | 10.3%(-3.2)         |
| 207  | 2011년 3월 19일  | 13.9%(+3.6)         |
| 208  | 2011년 3월 26일  | 13.2%(-0.7)         |
| 209  | 2011년 4월 2일   | 13.9%(+0.7)         |
| 210  | 2011년 4월 9일   | 11.0%(-2.9)         |
| 211  | 2011년 4월 16일  | 11.3%(+0.3)         |
| 212  | 2011년 4월 23일  | 11.2%(-0.1)         |
| 213  | 2011년 4월 30일  | 13.7%(+2.5)         |
| 214  | 2011년 5월 7일   | 10.9%(-2.8)         |
| 215  | 2011년 5월 14일  | 9.6%(-1.3)          |
| 216  | 2011년 5월 21일  | 12.9%(+3.3)         |
| 217  | 2011년 5월 28일  | 11.5%(-1.4)         |
| 218  | 2011년 6월 4일   | 9.0%(-2.5)          |
| 219  | 2011년 6월 11일  | 9.8%(+0.8)          |
| 220  | 2011년 6월 18일  | 9.2%(-0.6)          |
| 221  | 2011년 6월 25일  | 13.3%(+4.1)         |
| 222  | 2011년 7월 2일   | 10.4%(-2.9)         |
| 223  | 2011년 7월 9일   | 10.4%(0)            |
| 224  | 2011년 7월 16일  | 10.3%(-0.1)         |
| 225  | 2011년 7월 23일  | 9.4%(-0.9)          |
| 226  | 2011년 7월 30일  | 8.5%(-0.9)          |
| 227  | 2011년 8월 6일   | 9.4%(+0.9)          |
| 228  | 2011년 8월 13일  | 10.3%(+0.9)         |
| 229  | 2011년 8월 20일  | 11.1%(+0.8)         |
| 230  | 2011년 8월 27일  | 8.5%(-2.6)          |
| 231  | 2011년 9월 3일   | 8.6%(+0.1)          |
| 232  | 2011년 9월 10일  | 10.3%(+1.7)         |
| 233  | 2011년 9월 17일  | 8.5%(-1.8)          |
| 234  | 2011년 9월 24일  | 9.2%(+0.7)          |
| 235  | 2011년 10월 1일  | 9.2%(0)             |
| 236  | 2011년 10월 8일  | 10.1%(+0.9)         |
| 237  | 2011년 10월 15일 | 10.0%(-0.1)         |
| 238  | 2011년 10월 22일 | 9.7%(-0.3)          |
| 239  | 2011년 10월 29일 | 8.8%(-0.9)          |
| 240  | 2011년 11월 5일  | 9.0%(+0.2)          |
| 241  | 2011년 11월 12일 | 9.4%(+0.4)          |
| 242  | 2011년 11월 19일 | 8.6%(-0.8)          |
| 243  | 2011년 11월 26일 | 11.1%(+2.5)         |
| 244  | 2011년 12월 3일  | 10.0%(-1.1)         |
| 245  | 2011년 12월 10일 | 10.2%(+0.2)         |
| 246  | 2011년 12월 17일 | 10.0%(-0.2)         |
| 247  | 2011년 12월 24일 | 10.0%(0)            |
| 248  | 2011년 12월 31일 | 11.9%(+1.9)         |

- TNmS와 AGB닐슨 미디어 리서치에서 공개한 표를 바탕으로 작성한 시청률이다. 빨간색 글씨는 최고 시청률, 파란색 글씨는 최저 시청률을 나타낸다.

### 2012년 시청률
| 회차 | 방송 일자        | 전국 시청률(증감치) |
| ---- | ---------------- | ------------------- |
| 249  | 2012년 1월 7일   | 12.3%(+0.8)         |
| 250  | 2012년 1월 14일  | 12.5%(+0.2)         |
| 251  | 2012년 1월 21일  | 7.5%(-5.0)          |
| 252  | 2012년 1월 28일  | 8.5%(+1.0)          |
| 253  | 2012년 2월 4일   | 11.7%(+3.2)         |
| 254  | 2012년 2월 11일  | 13.5%(+1.8)         |
| 255  | 2012년 2월 18일  | 15.8%(+2.3)         |
| 256  | 2012년 2월 25일  | 15.9%(+0.1)         |
| 257  | 2012년 3월 3일   | 13.0%(-2.9)         |
| 258  | 2012년 3월 10일  | 12.9%(-0.1)         |
| 259  | 2012년 3월 17일  | 13.7%(+0.8)         |
| 260  | 2012년 3월 24일  | 12.7%(-1.0)         |
| 261  | 2012년 3월 31일  | 12.5%(-0.2)         |
| 262  | 2012년 4월 7일   | 10.6%(-1.9)         |
| 263  | 2012년 4월 14일  | 11.0%(+0.4)         |
| 264  | 2012년 4월 21일  | 14.2%(+3.2)         |
| 265  | 2012년 4월 28일  | 9.7%(-4.5)          |
| 266  | 2012년 5월 5일   | 8.1%(-1.6)          |
| 267  | 2012년 5월 12일  | 8.2%(+0.1)          |
| 268  | 2012년 5월 19일  | 9.9%(+1.7)          |
| 269  | 2012년 5월 26일  | 9.0%(-0.9)          |
| 270  | 2012년 6월 2일   | 9.7%(+0.7)          |
| 271  | 2012년 6월 9일   | 8.5%(-1.2)          |
| 272  | 2012년 6월 16일  | 10.5%(+2.0)         |
| 273  | 2012년 6월 23일  | 7.9%(-2.6)          |
| 274  | 2012년 6월 30일  | 12.2%(+4.3)         |
| 275  | 2012년 7월 7일   | 9.1%(-3.1)          |
| 276  | 2012년 7월 14일  | 14.3%(+5.2)         |
| 277  | 2012년 7월 21일  | 9.8%(-4.5)          |
| 278  | 2012년 8월 18일  | 8.3%(-1.5)          |
| 279  | 2012년 9월 1일   | 8.9%(+0.6)          |
| 280  | 2012년 9월 8일   | 9.7%(+0.8)          |
| 281  | 2012년 9월 15일  | 9.7%(0)             |
| 282  | 2012년 9월 22일  | 9.0%(-0.7)          |
| 283  | 2012년 9월 29일  | 10.0%(+1.0)         |
| 284  | 2012년 10월 6일  | 10.5%(+0.5)         |
| 285  | 2012년 10월 13일 | 9.1%(-1.4)          |
| 286  | 2012년 10월 20일 | 10.0%(+0.9)         |
| 287  | 2012년 10월 27일 | 11.2%(+1.2)         |
| 288  | 2012년 11월 3일  | 10.5%(-0.7)         |
| 289  | 2012년 11월 10일 | 16.0%(+5.5)         |
| 290  | 2012년 11월 17일 | 15.7%(-0.3)         |
| 291  | 2012년 11월 24일 | 10.9%(-4.8)         |
| 292  | 2012년 12월 1일  | 13.5%(+2.6)         |
| 293  | 2012년 12월 8일  | 11.4%(-2.1)         |
| 294  | 2012년 12월 15일 | 10.9%(-0.5)         |
| 295  | 2012년 12월 22일 | 12.7%(+1.8)         |
| 296  | 2012년 12월 29일 | 11.4%(-1.3)         |

| 회차 | 방송 일자        | 전국 시청률(증감치) |
| ---- | ---------------- | ------------------- |
| 249  | 2012년 1월 7일   | 11.9%(0)            |
| 250  | 2012년 1월 14일  | 12.7%(+0.8)         |
| 251  | 2012년 1월 21일  | 11.3%(-1.4)         |
| 252  | 2012년 1월 28일  | 10.3%(-1.0)         |
| 253  | 2012년 2월 4일   | 12.5%(+2.2)         |
| 254  | 2012년 2월 11일  | 11.1%(-1.4)         |
| 255  | 2012년 2월 18일  | 14.3%(+3.2)         |
| 256  | 2012년 2월 25일  | 13.0%(-1.3)         |
| 257  | 2012년 3월 3일   | 12.6%(-0.4)         |
| 258  | 2012년 3월 10일  | 13.2%(+0.6)         |
| 259  | 2012년 3월 17일  | 13.1%(-0.1)         |
| 260  | 2012년 3월 24일  | 12.1%(-1.0)         |
| 261  | 2012년 3월 31일  | 11.3%(-0.8)         |
| 262  | 2012년 4월 7일   | 10.9%(-0.4)         |
| 263  | 2012년 4월 14일  | 9.7%(-1.2)          |
| 264  | 2012년 4월 21일  | 13.5%(+3.8)         |
| 265  | 2012년 4월 28일  | 8.1%(-5.4)          |
| 266  | 2012년 5월 5일   | 7.5%(-0.6)          |
| 267  | 2012년 5월 12일  | 7.5%(0)             |
| 268  | 2012년 5월 19일  | 9.3%(+1.8)          |
| 269  | 2012년 5월 26일  | 8.9%(-0.4)          |
| 270  | 2012년 6월 2일   | 8.8%(-0.1)          |
| 271  | 2012년 6월 9일   | 7.5%(-1.3)          |
| 272  | 2012년 6월 16일  | 9.0%(+1.5)          |
| 273  | 2012년 6월 23일  | 7.3%(-1.7)          |
| 274  | 2012년 6월 30일  | 10.2%(+2.9)         |
| 275  | 2012년 7월 7일   | 7.4%(-2.8)          |
| 276  | 2012년 7월 14일  | 12.3%(+4.9)         |
| 277  | 2012년 7월 21일  | 7.7%(-4.6)          |
| 278  | 2012년 8월 18일  | 7.0%(-0.7)          |
| 279  | 2012년 9월 1일   | 9.3%(+2.3)          |
| 280  | 2012년 9월 8일   | 9.4%(+0.1)          |
| 281  | 2012년 9월 15일  | 9.3%(-0.1)          |
| 282  | 2012년 9월 22일  | 8.2%(-1.1)          |
| 283  | 2012년 9월 29일  | 8.3%(+0.1)          |
| 284  | 2012년 10월 6일  | 9.2%(+0.9)          |
| 285  | 2012년 10월 13일 | 8.6%(-0.6)          |
| 286  | 2012년 10월 20일 | 8.7%(+0.1)          |
| 287  | 2012년 10월 27일 | 10.7%(+2.0)         |
| 288  | 2012년 11월 3일  | 10.8%(+0.1)         |
| 289  | 2012년 11월 10일 | 16.2%(+5.4)         |
| 290  | 2012년 11월 17일 | 13.4%(-2.8)         |
| 291  | 2012년 11월 24일 | 10.7%(-2.7)         |
| 292  | 2012년 12월 1일  | 11.8%(+1.1)         |
| 293  | 2012년 12월 8일  | 12.1%(+0.3)         |
| 294  | 2012년 12월 15일 | 10.2%(-1.9)         |
| 295  | 2012년 12월 22일 | 12.6%(+2.4)         |
| 296  | 2012년 12월 29일 | 10.8%(-1.8)         |

- TNmS와 AGB닐슨 미디어 리서치에서 공개한 표를 바탕으로 작성한 시청률이다. 빨간색 글씨는 최고 시청률, 파란색 글씨는 최저 시청률을 나타낸다.

### 2013년 시청률
| 회차 | 방송 일자        | 전국 시청률(증감치) |
| ---- | ---------------- | ------------------- |
| 297  | 2013년 1월 5일   | 14.7%(+3.3)         |
| 298  | 2013년 1월 12일  | 12.0%(-2.7)         |
| 299  | 2013년 1월 19일  | 12.5%(+0.5)         |
| 300  | 2013년 1월 26일  | 12.0%(-0.5)         |
| 301  | 2013년 2월 2일   | 15.0%(+3.0)         |
| 302  | 2013년 2월 9일   | 11.0%(-4.0)         |
| 303  | 2013년 2월 16일  | 14.1%(+3.1)         |
| 304  | 2013년 2월 23일  | 14.7%(+0.6)         |
| 305  | 2013년 3월 2일   | 11.6%(-3.1)         |
| 306  | 2013년 3월 9일   | 12.4%(+0.8)         |
| 307  | 2013년 3월 16일  | 13.3%(+0.9)         |
| 308  | 2013년 3월 23일  | 10.8%(-2.5)         |
| 309  | 2013년 3월 30일  | 10.4%(-0.4)         |
| 310  | 2013년 4월 6일   | 11.6%(+1.2)         |
| 311  | 2013년 4월 13일  | 10.3%(-1.3)         |
| 312  | 2013년 4월 20일  | 10.9%(+0.6)         |
| 313  | 2013년 4월 27일  | 8.9%(-2.0)          |
| 314  | 2013년 5월 4일   | 7.2%(-1.7)          |
| 315  | 2013년 5월 11일  | 7.6%(+0.4)          |
| 316  | 2013년 5월 18일  | 8.5%(+0.9)          |
| 317  | 2013년 5월 25일  | 7.3%(-1.2)          |
| 318  | 2013년 6월 1일   | 7.0%(-0.3)          |
| 319  | 2013년 6월 8일   | 7.5%(+0.5)          |
| 320  | 2013년 6월 15일  | 7.8%(+0.3)          |
| 321  | 2013년 6월 22일  | 7.6%(-0.2)          |
| 322  | 2013년 6월 29일  | 8.4%(+0.8)          |
| 323  | 2013년 7월 6일   | 7.9%(-0.5)          |
| 324  | 2013년 7월 13일  | 8.9%(+1.0)          |
| 325  | 2013년 7월 20일  | 9.3%(+0.4)          |
| 326  | 2013년 7월 27일  | 10.1%(+0.8)         |
| 327  | 2013년 8월 3일   | 11.1%(+1.0)         |
| 328  | 2013년 8월 10일  | 9.8%(-1.3)          |
| 329  | 2013년 8월 17일  | 9.1%(-0.7)          |
| 330  | 2013년 8월 24일  | 11.1%(+2.0)         |
| 331  | 2013년 8월 31일  | 8.9%(-2.2)          |
| 332  | 2013년 9월 7일   | 9.9%(+1.0)          |
| 333  | 2013년 9월 14일  | 8.7%(-1.2)          |
| 334  | 2013년 9월 21일  | 9.6%(+0.9)          |
| 335  | 2013년 9월 28일  | 11.4%(+1.8)         |
| 336  | 2013년 10월 5일  | 10.1%(-1.3)         |
| 337  | 2013년 10월 12일 | 11.4%(+1.3)         |
| 338  | 2013년 10월 19일 | 9.8%(-1.6)          |
| 339  | 2013년 10월 26일 | 11.3%(+1.5)         |
| 340  | 2013년 11월 2일  | 10.6%(-0.7)         |
| 341  | 2013년 11월 9일  | 12.8%(+2.2)         |
| 342  | 2013년 11월 16일 | 10.3%(-2.5)         |
| 343  | 2013년 11월 23일 | 10.5%(+0.2)         |
| 344  | 2013년 11월 30일 | 12.4%(+1.9)         |
| 345  | 2013년 12월 7일  | 11.7%(-0.7)         |
| 346  | 2013년 12월 14일 | 12.8%(+1.1)         |
| 347  | 2013년 12월 21일 | 12.1%(-0.7)         |
| 348  | 2013년 12월 28일 | 12.1%(0)            |

| 회차 | 방송 일자        | 전국 시청률(증감치) |
| ---- | ---------------- | ------------------- |
| 297  | 2013년 1월 5일   | 12.6%(+1.8)         |
| 298  | 2013년 1월 12일  | 12.4%(-0.2)         |
| 299  | 2013년 1월 19일  | 12.9%(+0.5)         |
| 300  | 2013년 1월 26일  | 12.3%(-0.6)         |
| 301  | 2013년 2월 2일   | 14.8%(+2.5)         |
| 302  | 2013년 2월 9일   | 10.9%(-3.9)         |
| 303  | 2013년 2월 16일  | 13.7%(+2.8)         |
| 304  | 2013년 2월 23일  | 12.9%(-0.8)         |
| 305  | 2013년 3월 2일   | 10.5%(-2.4)         |
| 306  | 2013년 3월 9일   | 13.8%(+3.3)         |
| 307  | 2013년 3월 16일  | 12.1%(-1.7)         |
| 308  | 2013년 3월 23일  | 11.9%(-0.2)         |
| 309  | 2013년 3월 30일  | 10.4%(-1.5)         |
| 310  | 2013년 4월 6일   | 12.4%(+2.0)         |
| 311  | 2013년 4월 13일  | 10.2%(-2.2)         |
| 312  | 2013년 4월 20일  | 11.5%(+1.3)         |
| 313  | 2013년 4월 27일  | 9.7%(-1.8)          |
| 314  | 2013년 5월 4일   | 9.4%(-0.3)          |
| 315  | 2013년 5월 11일  | 8.5%(-0.9)          |
| 316  | 2013년 5월 18일  | 9.8%(+1.3)          |
| 317  | 2013년 5월 25일  | 8.7%(-1.1)          |
| 318  | 2013년 6월 1일   | 8.2%(-0.5)          |
| 319  | 2013년 6월 8일   | 8.1%(-0.1)          |
| 320  | 2013년 6월 15일  | 8.8%(+0.7)          |
| 321  | 2013년 6월 22일  | 8.0%(-0.8)          |
| 322  | 2013년 6월 29일  | 8.7%(+0.7)          |
| 323  | 2013년 7월 6일   | 9.0%(+0.3)          |
| 324  | 2013년 7월 13일  | 10.2%(+1.2)         |
| 325  | 2013년 7월 20일  | 10.7%(+0.5)         |
| 326  | 2013년 7월 27일  | 10.9%(+0.2)         |
| 327  | 2013년 8월 3일   | 9.6%(-1.3)          |
| 328  | 2013년 8월 10일  | 10.3%(+0.7)         |
| 329  | 2013년 8월 17일  | 9.9%(-0.4)          |
| 330  | 2013년 8월 24일  | 10.1%(+0.2)         |
| 331  | 2013년 8월 31일  | 10.1%(0)            |
| 332  | 2013년 9월 7일   | 11.5%(+1.4)         |
| 333  | 2013년 9월 14일  | 10.3%(-1.2)         |
| 334  | 2013년 9월 21일  | 11.0%(+0.7)         |
| 335  | 2013년 9월 28일  | 10.8%(-0.2)         |
| 336  | 2013년 10월 5일  | 10.3%(-0.5)         |
| 337  | 2013년 10월 12일 | 10.6%(+0.3)         |
| 338  | 2013년 10월 19일 | 9.9%(-0.7)          |
| 339  | 2013년 10월 26일 | 10.3%(+0.4)         |
| 340  | 2013년 11월 2일  | 12.3%(+2.0)         |
| 341  | 2013년 11월 9일  | 13.1%(+0.8)         |
| 342  | 2013년 11월 16일 | 12.9%(-0.2)         |
| 343  | 2013년 11월 23일 | 11.0%(-1.9)         |
| 344  | 2013년 11월 30일 | 12.8%(+1.8)         |
| 345  | 2013년 12월 7일  | 11.6%(-1.2)         |
| 346  | 2013년 12월 14일 | 12.5%(+0.9)         |
| 347  | 2013년 12월 21일 | 12.5%(0)            |
| 348  | 2013년 12월 28일 | 12.8%(+0.3)         |

- TNmS와 AGB닐슨 미디어 리서치에서 공개한 표를 바탕으로 작성한 시청률이다. 빨간색 글씨는 최고 시청률, 파란색 글씨는 최저 시청률을 나타낸다.

### 2014년 시청률
| 회차 | 방송 일자        | 전국 시청률(증감치) |
| ---- | ---------------- | ------------------- |
| 349  | 2014년 1월 4일   | 12.5%(+0.4)         |
| 350  | 2014년 1월 11일  | 10.8%(-1.7)         |
| 351  | 2014년 1월 18일  | 12.6%(+1.8)         |
| 352  | 2014년 1월 25일  | 14.9%(+2.3)         |
| 353  | 2014년 2월 1일   | 12.8%(-2.1)         |
| 354  | 2014년 2월 8일   | 12.6%(-0.2)         |
| 355  | 2014년 2월 15일  | 6.3%(-6.3)          |
| 356  | 2014년 2월 22일  | 12.0%(+5.7)         |
| 357  | 2014년 3월 1일   | 13.3%(+1.3)         |
| 358  | 2014년 3월 8일   | 11.4%(-1.9)         |
| 359  | 2014년 3월 15일  | 10.5%(-0.9)         |
| 360  | 2014년 3월 22일  | 9.9%(-0.6)          |
| 361  | 2014년 3월 29일  | 11.7%(+1.8)         |
| 362  | 2014년 4월 5일   | 10.0%(-1.7)         |
| 363  | 2014년 4월 12일  | 9.0%(-1.0)          |
| 364  | 2014년 5월 3일   | 8.5%(-0.5)          |
| 365  | 2014년 5월 10일  | 8.9%(+0.4)          |
| 366  | 2014년 5월 17일  | 9.5%(+0.6)          |
| 367  | 2014년 5월 24일  | 8.5%(-1.0)          |
| 368  | 2014년 5월 31일  | 9.0%(+0.5)          |
| 369  | 2014년 6월 7일   | 8.4%(-0.6)          |
| 370  | 2014년 6월 14일  | 7.4%(-1.0)          |
| 371  | 2014년 6월 21일  | 6.6%(-0.8)          |
| 372  | 2014년 6월 28일  | 8.8%(+2.2)          |
| 373  | 2014년 7월 5일   | 7.6%(-1.2)          |
| 374  | 2014년 7월 12일  | 6.7%(-0.9)          |
| 375  | 2014년 7월 19일  | 7.6%(+0.9)          |
| 376  | 2014년 7월 26일  | 6.5%(-1.1)          |
| 377  | 2014년 8월 2일   | 6.5%(0)             |
| 378  | 2014년 8월 9일   | 6.3%(-0.2)          |
| 379  | 2014년 8월 16일  | 6.8%(+0.5)          |
| 380  | 2014년 8월 23일  | 8.4%(+1.6)          |
| 381  | 2014년 8월 30일  | 5.9%(-2.5)          |
| 382  | 2014년 9월 6일   | 8.4%(+2.5)          |
| 383  | 2014년 9월 13일  | 7.9%(-0.5)          |
| 384  | 2014년 10월 11일 | 8.9%(+1.0)          |
| 385  | 2014년 10월 18일 | 7.4%(-1.5)          |
| 386  | 2014년 10월 25일 | 9.0%(+1.6)          |
| 387  | 2014년 11월 1일  | 10.5%(+1.5)         |
| 388  | 2014년 11월 8일  | 10.3%(-0.2)         |
| 389  | 2014년 11월 15일 | 10.1%(-0.2)         |
| 390  | 2014년 11월 22일 | 9.0%(-1.1)          |
| 391  | 2014년 11월 29일 | 10.7%(+1.7)         |
| 392  | 2014년 12월 6일  | 8.9%(-1.8)          |
| 393  | 2014년 12월 13일 | 9.7%(+0.8)          |
| 394  | 2014년 12월 20일 | 9.2%(-0.5)          |
| 395  | 2014년 12월 27일 | 8.9%(-0.3)          |

| 회차 | 방송 일자        | 전국 시청률(증감치) |
| ---- | ---------------- | ------------------- |
| 349  | 2014년 1월 4일   | 13.5%(+0.7)         |
| 350  | 2014년 1월 11일  | 11.8%(-1.7)         |
| 351  | 2014년 1월 18일  | 14.1%(+2.3)         |
| 352  | 2014년 1월 25일  | 14.1%(0)            |
| 353  | 2014년 2월 1일   | 12.5%(-1.6)         |
| 354  | 2014년 2월 8일   | 12.3%(-0.2)         |
| 355  | 2014년 2월 15일  | 7.7%(-4.6)          |
| 356  | 2014년 2월 22일  | 12.4%(+4.7)         |
| 357  | 2014년 3월 1일   | 13.7%(+1.3)         |
| 358  | 2014년 3월 8일   | 11.8%(-1.9)         |
| 359  | 2014년 3월 15일  | 10.9%(-0.9)         |
| 360  | 2014년 3월 22일  | 11.4%(+0.5)         |
| 361  | 2014년 3월 29일  | 11.5%(+0.1)         |
| 362  | 2014년 4월 5일   | 9.0%(-2.5)          |
| 363  | 2014년 4월 12일  | 10.3%(+1.3)         |
| 364  | 2014년 5월 3일   | 10.1%(-0.2)         |
| 365  | 2014년 5월 10일  | 9.1%(-1.0)          |
| 366  | 2014년 5월 17일  | 10.0%(+0.9)         |
| 367  | 2014년 5월 24일  | 8.1%(-1.9)          |
| 368  | 2014년 5월 31일  | 9.9%(+1.8)          |
| 369  | 2014년 6월 7일   | 8.3%(-1.6)          |
| 370  | 2014년 6월 14일  | 8.2%(-0.1)          |
| 371  | 2014년 6월 21일  | 7.8%(-0.4)          |
| 372  | 2014년 6월 28일  | 8.5%(+0.7)          |
| 373  | 2014년 7월 5일   | 8.2%(-0.3)          |
| 374  | 2014년 7월 12일  | 8.5%(+0.3)          |
| 375  | 2014년 7월 19일  | 7.1%(-1.4)          |
| 376  | 2014년 7월 26일  | 6.5%(-0.6)          |
| 377  | 2014년 8월 2일   | 7.2%(+0.7)          |
| 378  | 2014년 8월 9일   | 7.3%(+0.1)          |
| 379  | 2014년 8월 16일  | 7.1%(-0.2)          |
| 380  | 2014년 8월 23일  | 7.7%(+0.6)          |
| 381  | 2014년 8월 30일  | 5.1%(-2.6)          |
| 382  | 2014년 9월 6일   | 8.6%(+3.5)          |
| 383  | 2014년 9월 13일  | 8.1%(-0.5)          |
| 384  | 2014년 10월 11일 | 8.4%(+0.3)          |
| 385  | 2014년 10월 18일 | 7.9%(-0.5)          |
| 386  | 2014년 10월 25일 | 9.5%(+1.6)          |
| 387  | 2014년 11월 1일  | 9.9%(+0.4)          |
| 388  | 2014년 11월 8일  | 9.9%(0)             |
| 389  | 2014년 11월 15일 | 9.8%(-0.1)          |
| 390  | 2014년 11월 22일 | 10.3%(+0.5)         |
| 391  | 2014년 11월 29일 | 9.9%(-0.4)          |
| 392  | 2014년 12월 6일  | 8.8%(-1.1)          |
| 393  | 2014년 12월 13일 | 10.4%(+1.6)         |
| 394  | 2014년 12월 20일 | 9.4%(-1.0)          |
| 395  | 2014년 12월 27일 | 9.0%(-0.4)          |

- TNmS와 AGB닐슨 미디어 리서치에서 공개한 표를 바탕으로 작성한 시청률이다. 빨간색 글씨는 최고 시청률, 파란색 글씨는 최저 시청률을 나타낸다.

### 2015년 시청률
| 회차                                               | 방송 일자        | 전국 시청률(증감치) |
| -------------------------------------------------- | ---------------- | ------------------- |
| 396                                                | 2015년 1월 3일   | 9.3%(+0.4)          |
| 397                                                | 2015년 1월 10일  | 9.2%(-0.1)          |
| 398                                                | 2015년 1월 17일  | 8.8%(-0.4)          |
| 399                                                | 2015년 1월 24일  | 9.8%(+1.0)          |
| 400                                                | 2015년 2월 7일   | 10.7%(+0.9)         |
| 401                                                | 2015년 2월 14일  | 11.0%(+0.3)         |
| 402                                                | 2015년 2월 28일  | 9.1%(-1.9)          |
| 403                                                | 2015년 3월 7일   | 8.4%(-0.7)          |
| 404                                                | 2015년 3월 14일  | 9.0%(+0.6)          |
| 405                                                | 2015년 3월 21일  | 7.7%(-1.3)          |
| 406                                                | 2015년 3월 28일  | 9.0%(+1.3)          |
| 407                                                | 2015년 4월 4일   | 9.2%(+0.2)          |
| 408                                                | 2015년 4월 11일  | 6.7%(-2.5)          |
| 409                                                | 2015년 4월 18일  | 7.5%(+0.8)          |
| 410                                                | 2015년 4월 25일  | 7.0%(-0.5)          |
| 411                                                | 2015년 5월 2일   | 6.1%(-0.9)          |
| 412                                                | 2015년 5월 9일   | 6.7%(+0.6)          |
| 413                                                | 2015년 5월 16일  | 5.6%(-1.1)          |
| 414                                                | 2015년 5월 23일  | 7.2%(+1.6)          |
| 415                                                | 2015년 5월 30일  | 8.1%(+0.9)          |
| 416                                                | 2015년 6월 6일   | 6.1%(-2.0)          |
| 417                                                | 2015년 6월 13일  | 8.0%(+1.9)          |
| 418                                                | 2015년 6월 27일  | 6.8%(-1.2)          |
| 419                                                | 2015년 7월 4일   | 7.0%(+0.2)          |
| 420                                                | 2015년 7월 11일  | 7.2%(+0.2)          |
| 421                                                | 2015년 7월 18일  | 6.5%(-0.7)          |
| 422                                                | 2015년 7월 25일  | 6.9%(+0.4)          |
| 423                                                | 2015년 8월 1일   | 6.6%(-0.3)          |
| 424                                                | 2015년 8월 8일   | 6.6%(0)             |
| 425                                                | 2015년 8월 15일  | 6.0%(-0.6)          |
| 426                                                | 2015년 8월 22일  | 5.4%(-0.6)          |
| 2015년 12월 1일, 화요일 오후 08시 55분 시간대 변경 |                  |                     |
| 427                                                | 2015년 12월 1일  | 5.2%(-0.2)          |
| 428                                                | 2015년 12월 8일  | 5.1%(-0.1)          |
| 429                                                | 2015년 12월 15일 | 5.6%(+0.5)          |
| 430                                                | 2015년 12월 22일 | 6.0%(+0.4)          |
| 431                                                | 2015년 12월 29일 | 6.4%(+0.4)          |

| 회차                                               | 방송 일자        | 전국 시청률(증감치) |
| -------------------------------------------------- | ---------------- | ------------------- |
| 396                                                | 2015년 1월 3일   | 9.1%(+0.1)          |
| 397                                                | 2015년 1월 10일  | 9.4%(+0.3)          |
| 398                                                | 2015년 1월 17일  | 9.5%(+0.1)          |
| 399                                                | 2015년 1월 24일  | 10.6%(+1.1)         |
| 400                                                | 2015년 2월 7일   | 10.3%(-0.3)         |
| 401                                                | 2015년 2월 14일  | 11.2%(+0.9)         |
| 402                                                | 2015년 2월 28일  | 9.0%(-2.2)          |
| 403                                                | 2015년 3월 7일   | 9.0%(0)             |
| 404                                                | 2015년 3월 14일  | 8.8%(-0.2)          |
| 405                                                | 2015년 3월 21일  | 6.9%(-1.9)          |
| 406                                                | 2015년 3월 28일  | 8.0%(+1.1)          |
| 407                                                | 2015년 4월 4일   | 7.7%(-0.3)          |
| 408                                                | 2015년 4월 11일  | 6.6%(-1.1)          |
| 409                                                | 2015년 4월 18일  | 7.1%(+0.5)          |
| 410                                                | 2015년 4월 25일  | 6.3%(-0.8)          |
| 411                                                | 2015년 5월 2일   | 6.9%(+0.6)          |
| 412                                                | 2015년 5월 9일   | 6.8%(-0.1)          |
| 413                                                | 2015년 5월 16일  | 5.7%(-1.1)          |
| 414                                                | 2015년 5월 23일  | 6.8%(+1.1)          |
| 415                                                | 2015년 5월 30일  | 7.2%(+0.4)          |
| 416                                                | 2015년 6월 6일   | 6.0%(-1.2)          |
| 417                                                | 2015년 6월 13일  | 8.2%(+2.2)          |
| 418                                                | 2015년 6월 27일  | 6.8%(-1.4)          |
| 419                                                | 2015년 7월 4일   | 6.7%(-0.1)          |
| 420                                                | 2015년 7월 11일  | 7.3%(+0.6)          |
| 421                                                | 2015년 7월 18일  | 6.7%(-0.6)          |
| 422                                                | 2015년 7월 25일  | 6.9%(+0.2)          |
| 423                                                | 2015년 8월 1일   | 6.6%(-0.3)          |
| 424                                                | 2015년 8월 8일   | 7.3%(+0.7)          |
| 425                                                | 2015년 8월 15일  | 7.2%(-0.1)          |
| 426                                                | 2015년 8월 22일  | 5.3%(-1.9)          |
| 2015년 12월 1일, 화요일 오후 08시 55분 시간대 변경 |                  |                     |
| 427                                                | 2015년 12월 1일  | 5.8%(+0.5)          |
| 428                                                | 2015년 12월 8일  | 5.3%(-0.5)          |
| 429                                                | 2015년 12월 15일 | 7.4%(+2.1)          |
| 430                                                | 2015년 12월 22일 | 5.8%(-1.6)          |
| 431                                                | 2015년 12월 29일 | 5.0%(-0.8)          |

- TNmS와 AGB닐슨 미디어 리서치에서 공개한 표를 바탕으로 작성한 시청률이다. 빨간색 글씨는 최고 시청률, 파란색 글씨는 최저 시청률을 나타낸다.

### 2016년 시청률
| 회차 | 방송 일자       | 전국 시청률(증감치) |
| ---- | --------------- | ------------------- |
| 432  | 2016년 1월 5일  | 5.7%(-0.7)          |
| 433  | 2016년 1월 12일 | 6.7%(+1.0)          |
| 434  | 2016년 1월 19일 | 5.7%(-1.0)          |
| 435  | 2016년 1월 26일 | 5.6%(-0.1)          |
| 436  | 2016년 2월 2일  | 5.9%(+0.3)          |
| 437  | 2016년 2월 16일 | 5.4%(-0.5)          |
| 438  | 2016년 2월 23일 | 6.1%(+0.7)          |
| 439  | 2016년 3월 1일  | 6.8%(+0.7)          |
| 440  | 2016년 3월 8일  | 5.4%(-1.4)          |
| 441  | 2016년 3월 15일 | 6.9%(+1.5)          |
| 442  | 2016년 3월 22일 | 6.0%(-0.9)          |
| 443  | 2016년 3월 29일 | 6.1%(+0.1)          |
| 444  | 2016년 4월 5일  | 5.3%(-0.8)          |
| 445  | 2016년 4월 12일 | 4.7%(-0.6)          |
| 446  | 2016년 4월 19일 | 5.5%(+0.8)          |
| 447  | 2016년 4월 26일 | 5.4%(-0.1)          |
| 448  | 2016년 5월 3일  | 5.5%(+0.1)          |
| 449  | 2016년 5월 10일 | 6.6%(+1.1)          |
| 450  | 2016년 5월 17일 | 6.7%(+0.1)          |
| 451  | 2016년 5월 24일 | 5.3%(-1.4)          |
| 452  | 2016년 5월 31일 | 5.5%(+0.2)          |
| 453  | 2016년 6월 7일  | 6.3%(+0.8)          |
| 454  | 2016년 6월 14일 | 5.2%(-1.1)          |
| 455  | 2016년 6월 21일 | 4.3%(-0.9)          |
| 456  | 2016년 6월 28일 | 4.5%(+0.2)          |
| 457  | 2016년 7월 5일  | 5.8%(+1.3)          |
| 458  | 2016년 7월 12일 | 5.6%(-0.2)          |
| 459  | 2016년 7월 19일 | 5.0%(-0.6)          |
| 460  | 2016년 7월 26일 | 5.5%(+0.5)          |
| 461  | 2016년 8월 9일  | 6.6%(+1.1)          |

| 회차 | 방송 일자       | 전국 시청률(증감치) |
| ---- | --------------- | ------------------- |
| 432  | 2016년 1월 5일  | 6.4%(+1.4)          |
| 433  | 2016년 1월 12일 | 6.7%(+0.3)          |
| 434  | 2016년 1월 19일 | 5.8%(-0.9)          |
| 435  | 2016년 1월 26일 | 6.9%(+1.1)          |
| 436  | 2016년 2월 2일  | 7.3%(+0.4)          |
| 437  | 2016년 2월 16일 | 5.3%(-2.0)          |
| 438  | 2016년 2월 23일 | 6.0%(+0.7)          |
| 439  | 2016년 3월 1일  | 6.8%(+0.8)          |
| 440  | 2016년 3월 8일  | 5.7%(-1.1)          |
| 441  | 2016년 3월 15일 | 6.3%(+0.6)          |
| 442  | 2016년 3월 22일 | 5.5%(-0.8)          |
| 443  | 2016년 3월 29일 | 6.5%(+1.0)          |
| 444  | 2016년 4월 5일  | 5.7%(-0.8)          |
| 445  | 2016년 4월 12일 | 4.6%(-1.1)          |
| 446  | 2016년 4월 19일 | 4.8%(+0.2)          |
| 447  | 2016년 4월 26일 | 5.8%(+1.0)          |
| 448  | 2016년 5월 3일  | 5.5%(-0.3)          |
| 449  | 2016년 5월 10일 | 6.2%(+0.7)          |
| 450  | 2016년 5월 17일 | 7.9%(+1.7)          |
| 451  | 2016년 5월 24일 | 6.1%(-1.8)          |
| 452  | 2016년 5월 31일 | 5.9%(-0.2)          |
| 453  | 2016년 6월 7일  | 5.7%(-0.2)          |
| 454  | 2016년 6월 14일 | 5.7%(0)             |
| 455  | 2016년 6월 21일 | 5.6%(-0.1)          |
| 456  | 2016년 6월 28일 | 5.1%(-0.5)          |
| 457  | 2016년 7월 5일  | 6.2%(+1.1)          |
| 458  | 2016년 7월 12일 | 4.8%(-1.4)          |
| 459  | 2016년 7월 19일 | 5.1%(+0.3)          |
| 460  | 2016년 7월 26일 | 5.4%+0.3)           |
| 461  | 2016년 8월 9일  | 6.3%(+0.9)          |

- TNmS와 AGB닐슨 미디어 리서치에서 공개한 표를 바탕으로 작성한 시청률이다. 빨간색 글씨는 최고 시청률, 파란색 글씨는 최저 시청률을 나타낸다.

## 논란 및 사건사고
- 2007년 6~7월 당시 체중을 40 kg가량 감량했다는 한 여고생이 스타킹에 출연후 당시 출연진이었던 슈퍼주니어 멤버와 기념사진을 촬영한 것이 인터넷에 퍼져 질투심을 느낀 일부 몰지각한 슈퍼주니어 팬들이 그 여고생 미니홈피에 대량의 악플을 남기자 그 여고생은 정신적 충격을 받아 자살하였다.[5] 이후 스타킹 제작진은 이 여고생을 추모하는 영상을 방송하였다.
- 2008년 12월 한국동물보호연합은 "진돗개 '신덕이'에게 아무런 안전장치도 없이 2.5m 높이의 고공에서 두 줄타기를 시켰을 뿐 아니라 심지어는 두 줄타기를 거꾸로 걷게 하도록 강요했다"라고 주장하며 담당 PD 서혜진 및 MC 강호동을 동물학대혐의로 고발하였고 이 과정에서 강호동은 프로그램 진행 중 발생한 동물학대 때문에 고발당한 첫 번째 사례라는 불명예를[6] 안아야 했다.
- 2008년 SBS 연예대상에서 우수프로그램상 수상 때 담당 PD의 수상 소감 중 '유난히 편애가 심한 어떤 프로와 경쟁하느라 힘이 들었다.'라며 우회적으로 동시간대 무한도전을 비난하는 듯한 발언을 해 구설수에 올랐다.
- 2008년 2월에 출연해 강호동을 팔씨름으로 이긴 중학생이 그 이후 친구들을 끌어들여 전국을 돌며 절도행각을 벌이다 체포되기도 했다[7].
- 2009년 1월 생 쇠고기를 칼질해 만든 옷으로 패션쇼를 선보이는 장면이 방송되며 혐오 방송 논란이 일었다.
- 2009년 4월 손당구의 달인으로 출연한 사람이 지명수배자임이 밝혀져 논란이 되었다.
- 2009년 7월 18일에 방송된 3분 출근법이 지난 3월 27일에 일본 TBS에서 방송된 '시간단축 생활가이드쇼'의 5분 출근법을 표절한 것은 물론, 이를 출연자의 책임으로 전가하기 위해 해당 출연자에게 고정 출연을 조건으로 회유한 것으로 알려져 논란이 되었으며, SBS 측에서는 이에 대해 사과하고 연출자 서혜진 PD에게 연출 정지의 중징계를 내렸다[8].
- 2009년 8월 최면 전문가로 출연한 모 교수가 거부 의사를 밝힌 한 출연자를 강제로 최면에 걸리도록 했다는 '억지 최면'과 방송 내용이 조작된 것이라는 '조작 최면'논란이 일었다. 제작진은 홈페이지를 통하여 “연예인들 모두에게 최면을 걸 것이라는 것을 사전에 설명했고 경험을 원하는 사람에 한해 프로그램이 진행되었으며, 일부 화면이 편집돼 최면에 걸리지도 않았는데 걸린 척하는 것으로 오해를 살 수도 있음을 인정한다”라고 밝혔다.

## 참고 사항
- 에피소드 중에 102, 111, 124회 VOD 다시보기 서비스가 중지되었다.

## 유명한 인물
| 회차              | 방송 일시                                        | 이름                       | 직업                | 비고               |
| ----------------- | ------------------------------------------------ | -------------------------- | ------------------- | ------------------ |
| 2회               | 2007년 1월 20일                                  | 승희                       | 가수                | 현재 오마이걸 멤버 |
| 2회               | 2007년 1월 20일                                  | 김태민                     | 가수 겸 배우        |                    |
| 3회               | 2007년 1월 27일                                  | 파파스                     | 가수                |                    |
| 4회               | 2007년 2월 3일                                   | 백소명                     | 록 가수             |                    |
| 4회               | 2007년 2월 3일                                   | 서영갑                     |                     |                    |
| 6회               | 2007년 2월 17일                                  | 백예린                     | 가수                |                    |
| 9회               | 2007년 3월 10일                                  | 왕세빈                     | 모델                |                    |
| 11회              | 2007년 3월 24일                                  | 유은미                     | 배우                |                    |
| 11~13회           | 2007년 3월 ~ 4월                                 | 김종완                     | 음악가              |                    |
| 13회              | 2007년 4월 7일                                   | 문빈                       | 가수                |                    |
| 13회              | 2007년 4월 7일                                   | 김찬희                     |                     |                    |
| 14회              | 2007년 4월 14일                                  | 박사랑                     | 배우                |                    |
| 22, 44회          | 2007년 6월 2일 2007년 12월 1일                   | 김응진                     |                     |                    |
| 30회              | 2007년 8월 11일                                  | 지드루나스 사빅카스        |                     |                    |
| 30회              | 2007년 8월 11일                                  | 권트윈스 (권영돈 & 권영득) | 음악 그룹 멤버 가수 |                    |
| 35회              | 2007년 9월 15일                                  | 최재식                     | 무예타이 챔피언     |                    |
| 38회              | 2007년 10월 13일                                 | 채리스 펨핀코              | 가수                |                    |
| 38회              | 2007년 10월 13일                                 | 김수정                     | 배우                |                    |
| 42회              | 2007년 11월 18일                                 | 차재돌                     |                     |                    |
| 45회              | 2007년 12월 8일                                  | 조성진                     | 피아니스트          |                    |
| 49회              | 2008년 1월 5일                                   | 정윤석                     |                     |                    |
| 53회              | 2008년 2월 2일                                   | 노병욱                     | 마술사              |                    |
| 60 ~ 62회         | 2008년 3월 22일 ~ 4월 5일                        | 이하성                     | 유수 선수           |                    |
| 63회              | 2008년 4월 12일                                  | 조승민                     | 탁구 선수           |                    |
| 65회              | 2008년 5월 3일                                   | 코니 탤벗                  | 가수                |                    |
| 118회 189회 341회 | 2008년 6월 6일 2010년 11월 13일 2013년 11월 9일  | 송소희                     | 음악가              |                    |
| 95회 97회 118회   | 2008년 12월 13일 2008년 12월 27일 2009년 6월 6일 | 이찬원 김희재              | 가수                |                    |
| 107회             | 2009년 3월 21일                                  | 구준회                     | 가수                |                    |
| 124회             | 2009년 7월 18일                                  | 김호중                     | 성악가              |                    |
| 131회             | 2009년 9월 12일                                  | 신유빈                     | 탁구 선수           |                    |
| 147회             | 2010년 1월 2일                                   | 샤넌                       | 가수                |                    |
| 149회             | 2010년 1월 16일                                  | 영탁                       | 가수                |                    |
| 158회             | 2010년 3월 20일                                  | 김소향                     | 가수                |                    |
| 166회             | 2010년 5월 29일                                  | 유진 박                    | 음악가              |                    |
| 166회             | 2010년 5월 29일                                  | 류화영 정우연              | 배우                | 쌍둥이 자매        |
| 185회             | 2010년 10월 16일                                 | 차유람                     | 당구 선수           |                    |
| 192회             | 2010년 12월 4일                                  | 김승일                     | 성악가              |                    |
| 224회             | 2011년 7월 16일                                  | 정아름                     | 모델                |                    |
| 230회             | 2011년 8월 27일                                  | 오하늘                     | 가수                |                    |
| 311회             | 2013년 4월 13일                                  | 박경태                     |                     |                    |
| 314회             | 2013년 5월 4일                                   | 나하은                     | 모델                |                    |
| 398회             | 2015년 1월 17일                                  | 유승옥                     | 모델                |                    |
| 409회             | 2015년 4월 18일                                  | 유에스더                   |                     |                    |

## 유사 프로그램
- 팩터 X (Factor - X)[10]

## 같이 보기
- 동행
- 불후의 명곡: 전설을 노래하다
- 무한도전
- 한국기행 (종합)
- 다큐공감